# Katy Garbi
Καίτη Γαρμπή (o romanizando su nombre Kaíti Garbí) es una famosa cantante griega nacida el 8 de junio de 1963 en Atenas. Su éxito es mayoritario en Grecia, Chipre, Turquía y Estados Unidos. Editó su primer álbum en 1987 y sigue en activo desde entonces.
En 1993 representó a Grecia en el Festival de la Canción de Eurovisión con el tema Ellada, Hora Tou Photos, donde quedó en novena posición de veinticinco países. Ese mismo año comenzó a trabajar con el famoso compositor Φοίβος (Phoebus), cuyas canciones se encuentran en sus más importantes y premiados discos: Os ton paradeiso (1993), Atofio Hrysafi (1994), Arhizo Polemo (1996), Evaisthisies (1997) y To kati (2000). De hecho, en septiembre de 2012 participó junto a otros cantantes en un gran concierto celebrado en el OAKA en honor a dicho compositor, celebrando sus 20 años en la carrera discográfica. Durante su carrera ha obtenido numerosos discos de otro, platino, realizado numerosas colaboraciones, bandas sonoras y ha ganado diferentes premios. 

## Discografía
- 1989 Prova
- 1990 Gyalia Karfia
- 1991 Entalma Silepseos
- 1992 Tou Feggariou Anapnoes
- 1993 Os Ton Paradeiso
- 1994 Atofio Xrysafi
- 1996 Arhizo Polemo
- 1997 Evesthisies
- 1998 Hristougenna Me Tin Kaiti
- 1999 Doro Theou
- 2000 To Kati
- 2001 Apla Ta Pragmata
- 2003 Emmones Idees
- 2005 Eho Sta Matia Ourano
- 2006 Pos Allazei O Kairos
- 2007 Live
- 2008 Kainourgia Ego
- 2011 Pazl
- 2013 Buona Vita
- 2013 Perierges Meres
- 2017 Spase Tous Deiktes
- 2020 30 Hronia Katy Garbi (Live Katrakio 2019)